# Palazzo Cicala-Raggio
Il palazzo Cicala-Raggio, anche detto palazzo Guala, è un edificio storico italiano, sito in vico Scuole Pie 1 e piazza Cinque Lampadi, nel centro storico di Genova. È uno dei Palazzi dei Rolli che furono designati, al tempo della Repubblica di Genova, a ospitare gli ospiti di alto rango durante le visite di stato per conto del governo genovese.
Dal 1945 è sottoposto a vincolo di tutela da parte della soprintendenza.
Per molti decenni vi ha avuto sede il negozio di strumenti musicali dei fratelli Gaggero, rilevante cenacolo artistico genovese (che vide coinvolti: New Trolls, Ricchi e Poveri, Matia Bazar, Delirium, Ivano Fossati, Bruno Lauzi, Luigi Tenco, Fabrizio De André e altri).

## Storia e descrizione
L'edificio, presso la chiesa delle Scuole Pie, era in origine di proprietà della famiglia Cicala, considerato come Albergo dei Nobili già nel XIII secolo. Il portico a due fornici, gli archetti in mattoni con peducci in pietra, gli archi a sesto acuto in pietra bicroma tamponati con laterizio, che inquadrano polifore con colonnine, conferiscono all'edificio una forte connotazione medievale, esaltata dal restauro di tipo filologico di cui è stato oggetto nel dopoguerra.
La sistemazione del XV secolo-XVI secolo ha portato alla gerarchizzazione dei piani in facciata, con la creazione di saloni affrescati al piano nobile, l'inserimento, nel prospetto su piazza dei Cinque Lampadi, di una balconata su mensole in marmo, l'impostazione del vano scala voltato, a due rampe libere, con balaustre a sacco e colonne in marmo.
È ancora visibile, ma impraticabile, l'accesso al cavedio comune con il civico 3 di piazza delle Scuole Pie. Nel 1614 il palazzo è iscritto nei rolli di Genova, a nome di Giacomo Raggio.
Nel XVIII secolo l'intero isolato subì modifiche per la chiusura parziale della loggia dei Cicala, e per l'ampliamento del passaggio dalla successiva piazza dei Cinque Lampadi a quelle delle Scuole Pie.